# 小行星3816
小行星3816（3816 Chugainov）是一颗绕太阳运转的小行星，为主小行星带小行星。该小行星于1975年11月8日发现。

## 轨道参数
小行星3816的轨道半长轴为2.6090017 UA，离心率为0.123。